# Процеси фізико-технічної обробки
Процеси фізико-технічної обробки — галузь науки і техніки, що охоплює наукові основи термообробки матеріалів висококонцентрованими джерелами енергії (лазерним, електронним, іонним променем, електричним розрядом, ультразвуком, магнітним полем, потужними потоками рідини та інших частинок і т. ін.), створення та впровадження у виробництво процесів лазерної та фізико-технічної обробки, обладнання для їх реалізації, технологічного оснащення, систем керування та діагностики, а також завдання аналізу проектування та експлуатації обладнання.

## Напрямки досліджень
Напрямки досліджень:
- Теорія взаємодії висококонцентрованих джерел енергії з речовиною неорганічного та органічного походження, механізмами зміни їх стану.
- Теплофізичні основи обробки матеріалів концентрованими джерелами енергії.
- Математичне моделювання процесів фізико-технічної обробки матеріалів.
- Теорія фізико-технічної обробки матеріалів з метою формоутворення або зміцнення їх властивостей.
- Теорія лазерного наплавлення, легування та зварювання матеріалів.
- Структурно-фазові перетворення у матеріалах в умовах дії концентрованих джерел енергії.
- Фізико-механічні властивості матеріалів після фізико-технічної обробки.
- Фізичні методи досліджень процесів фізико-технічної обробки.
- Теорія та системи автоматизованого проектування технологічних процесів фізико-технічної обробки та обладнання.
- Діагностування процесів фізико-технічної обробки, параметрів відповідних джерел енергії.
- Теорія розроблення та проектування спеціалізованого лазерного обладнання.